# Santos Guzmán
Santos Antonio Guzmán Villalta (San Vicente, 23 de mayo de 1993) es un futbolista salvadoreño, juega como defensa y su actual equipo es el Santa Tecla Fútbol Club de la Liga Pepsi.

## Clubes
Actualizado al último partido jugado el 23 de octubre de 2022.
| Club Deportivo Audaz · El Salvador            | 1.ª                 | 2017-18             | 42  | 9  | - | - | - | - | 42  | 9  |
| Club Deportivo Audaz · El Salvador            | 1.ª                 | 2018-19             | 34  | 6  | - | - | - | - | 34  | 6  |
| Club Deportivo Audaz · El Salvador            | Total               | Total               | 76  | 15 | 0 | 0 | 0 | 0 | 76  | 15 |
| Club Deportivo Águila · El Salvador           | 1.ª                 | 2019                | 12  | 2  | - | - | 1 | 0 | 13  | 2  |
| Club Deportivo Águila · El Salvador           | Total               | Total               | 12  | 2  | 0 | 0 | 1 | 0 | 13  | 2  |
| Club Social Independiente · El Salvador       | 1.ª                 | 2020                | 8   | 0  | - | - | - | - | 8   | 0  |
| Club Social Independiente · El Salvador       | Total               | Total               | 8   | 0  | 0 | 0 | 0 | 0 | 8   | 0  |
| Santa Tecla Fútbol Club · El Salvador         | 1.ª                 | 2020                | 11  | 0  | - | - | - | - | 11  | 0  |
| Santa Tecla Fútbol Club · El Salvador         | Total               | Total               | 11  | 0  | 0 | 0 | 0 | 0 | 11  | 0  |
| Jocoro Fútbol Club · El Salvador              | 1.ª                 | 2021                | 12  | 1  | - | - | - | - | 12  | 1  |
| Jocoro Fútbol Club · El Salvador              | 1.ª                 | 2021-22             | 45  | 11 | - | - | - | - | 45  | 11 |
| Jocoro Fútbol Club · El Salvador              | Total               | Total               | 57  | 12 | 0 | 0 | 0 | 0 | 57  | 12 |
| Club Deportivo Luis Ángel Firpo · El Salvador | 1.ª                 | 2022                | 11  | 1  | - | - | - | - | 11  | 1  |
| Club Deportivo Luis Ángel Firpo · El Salvador | Total               | Total               | 11  | 1  | 0 | 0 | 0 | 0 | 11  | 1  |
| Total en su carrera                           | Total en su carrera | Total en su carrera | 175 | 30 | 0 | 0 | 1 | 0 | 176 | 30 |
| (2) No incluye goles en partidos amistosos.   |                     |                     |     |    |   |   |   |   |     |    |

Segunda División de El Salvador
| Club          | País        | Año    |
| ------------- | ----------- | ------ |
| C.D. Cruzeiro | El Salvador | 2023 - |